# Cementerio del Norte de Montevideo
El Cementerio del Norte de Montevideo, Uruguay, es la necrópolis más grande de la ciudad.

## Historia
Este cementerio se fundó en 1929.
Los alemanes que fallecieron en combate en el Río de la Plata durante la Segunda Guerra Mundial están enterrados aquí.

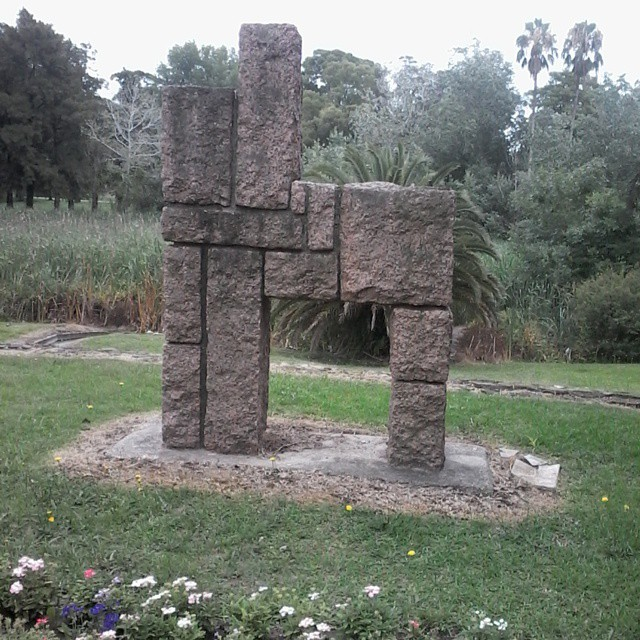
Monumento al cordobés

## Sepulturas
Algunas de las personalidades destacadas sepultadas aquí son:
- Rubén Isidro Alonso (1929-1992), sacerdote católico , conocido como el "Padre Cacho"
- Emilio Walter Álvarez (1939-2010), futbolista[3]
- Jacinta Balbela (1919-2007), abogada y jueza.
- Victorio Cieslinskas (1922-2007), baloncestista, medallista olímpico en Helsinki.
- José d'Elía (1916-2007), sindicalista y político.
- Nelson Demarco (1925-2009), baloncestista, medallista olímpico en Helsinki y Melbourne.
- Ricardo Espalter (1924-2007), actor y humorista.
- Pablo Estramín (1959-2007), músico y vocalista.
- Osvaldo Fattoruso (1948-2012), músico.[4]
- Rosa Luna (1939-1993), bailarina y vedette de carnaval.
- Washington Luna (1938-2009), cantante, conocido como "el Canario Luna"
- Nélida Victoria Pérez Sosa (1943-2015), licenciada en Enfermería, Primera Nurse Adjunta a Dirección de un Hospital en Uruguay, Jefe Servicio Dpto. Enfermería Hospital Pasteur.
- Lágrima Ríos (1924-2006), cantante.
- Hipólito Rodríguez Caorsi (1939-2012), abogado y juez.
- Imilce Viñas (1939-2009), actriz y humorista.
- Carlos Páez Vilaró (1923-2014), pintor, compositor y constructor.
- Eduardo Mateo (1940-1990), músico